# Andries du Plessis
Andries Stephanus du Plessis (ur. 1 października 1910 w Germiston, zm. 12 października 1979 w Krugersdorp) –  południowoafrykański lekkoatleta, specjalista skoku o tyczce.
Zajął 4. w skoku o tyczce na igrzyskach Imperium Brytyjskiego w 1934 w Londynie. Na tych samych igrzyskach startował również w biegu na 120 jardów przez płotki, ale odpadł w eliminacjach. Na igrzyskach olimpijskich w 1936 w Berlinie zajął 17.–23. miejsce w skoku o tyczce.
Zwyciężył w skoku o tyczce na igrzyskach Imperium Brytyjskiego w 1938 w Sydney, wyprzedzając Lesa Fletchera z Australii i Stuarta Frida z Kanady.
Wielokrotnie poprawiał rekord Związku Południowej Afryki w skoku o tyczce, doprowadzając go do wyniku 4,13 m, uzyskanego 15 października 1938 w Johannesburgu. Rekord ten został poprawiony dopiero w 1954. Wcześniej, 29 lutego 1936 w Krugersdorp du Plessis jako pierwszy tyczkarz południowoafrykański przekroczył granicę 4 metrów skokiem na wysokość 4,04 m.
Czwórka jego potomków startowała w igrzyskach olimpijskich: synowie Fanie du Plessis (rzut dyskiem w 1956 i 1960) i Marthinus du Plessis (pięciobój nowoczesny w 1956), wnuk Tjaart du Plessis (zapasy w 1992 i 1996) i prawnuczka Renate du Plessis (pływanie w 2000).